# Doña Remedios Trinidad
Doña Remedios Trinidad é um município de  primeira classe de renda municipal (d) na província Bulacan, nas Filipinas. De acordo com o censo de 1 de maio  de  2020 possui uma população de 28 656 pessoas e 7 059 domicílios.